# The House with Closed Shutters
The House with Closed Shutters aus dem Jahr 1910 ist einer aus einer ganzen Reihe unzusammenhängender US-amerikanischer Stummfilme des Regisseurs D. W. Griffith, die den Sezessionskrieg behandeln. Der Film wurde am 8. August 1910 veröffentlicht.

## Handlung
Die Schwester fällt in Erfüllung eines militärischen Auftrages, den sie in Uniform und im Namen ihres Bruders ausführen will, da dieser sich aus Feigheit und Trunkenheit zu Hause versteckt. Um die Schande von der Familie fernzuhalten, verschließt die Mutter die Fensterläden, verbietet ihrem Sohn, das Haus zu verlassen, und erklärt die Abwesenheit ihrer Tochter mit deren Gram über den vorgeblichen Tod ihres Bruders. Erst nach einigen Jahren bemerken die damaligen Verehrer der Schwester den Schwindel.

## Hintergrund
Die Dreharbeiten fanden vom 25. Juni bis 2. Juli 1910 in den Biograph Studios in der 11 East Fourteenth Street in New York statt. Drehort der Außenaufnahmen war die nähere Umgebung von Fort Lee.
Im Filmarchiv des Museum of Modern Art existiert ein 35-mm-Nitrat-Negativ, im George Eastman House ein 35-mm-Acetat-Interpositiv, in den Beständen der Film Preservation Associates eine Kopie sowie im Archiv des Library of Congress in der Paper Print Collection ein 35-mm-Papierabzug.
Die steigende Werktätigkeit von Frauen ließ diese zu einer interessanten Zielgruppe für die damaligen Filmproduzenten werden.
Während die Heldinnen in Griffiths Filmen oft als unschuldige Opfer der Umstände dargestellt werden, zeichnet dieser Film wie auch In Old Kentucky eine starke, unabhängige Frau.